# Хърватска овчарка
Хърватската овчарка (на хърватски: Hrvatski ovčar) е порода овчарски кучета, широко разпространена в Хърватия, но рядко срещана извън границите ѝ. Тя е средноголямо куче с почти изцяло черна окраска. Късата козина по главата и краката е характерен признак на хърватската овчарка. На външен вид е сходна с унгарското муди. Създадена е около втората половина на XIV век.

## Кратка характеристика

### Общ вид
Хърватската овчарка представлява един от най-малките представители на средноголемите кучешки породи, почти на границата с дребните. Окраската е почти изцяло черна с малко бяло по коремчето и палците на лапите. Характерна е с късата козина по главата, която се наблюдава и в долната част на краката и най-вече по лапите. По останалата част на тялото има много по-дълга и вълниста козина. Ръста и масата на екземплярите и от двата пола са почти еднакви: високи са 40 – 50 см, а тежки 13 – 20 кг. Дължината на тялото надвищава височината с около 10%, като дава на общия му вид правоъгълна форма. Днес се виждат и по-високи екземпляри, хранещи се по-добре водещи по-лек живот, които разкриват целия генетичен потенциал на породата. Опашката на хърватската овчарка се купира късо.

### Характер
Възрастната хърватска овчарка е внимателно, съобразително, ловко и енергично куче, силно нуждаещо се от контакти със стопанина си. Има добро здраве и устойчивост на болести, което не предполага нужда от постоянни здравни грижи. Въпреки че основната ѝ задача е да охранява стадата, тя спокойно може да се използва и като куче пазач.

## Дресировка
Хърватската овчарка се нуждае от активен живот, като може да участва във всички видове кучешки спортове и състезания. Освен това тя е грижливо и непретенциозно овчарско куче, силно предано на стопанина си. Според потвърждения на много овчари, хърватската овчарка е способна да запомня прякори и да разпознава по име овцете или кравите в стадото.
В миналото хърватската овчарка често се използвала за да прекара стадата свине от една дъбова горичка в друга. В един архивен документ се казва, че това унивечрсално куче пасело дори стада коне. Тази порода е способна както да отдели, така и да вкара прасе в стадото – всичко зависи от ситуацията, която тези кучета бързо оценяват. При необходимост може и да хапе, но го прави райно рядко. При правилна дресировка такова поведение се изключва. В началото на дресировката тя лае много, но впоследствие това поведение се изключва, като лаят се появява обикновено в големи отворени пространства, като полета например. Хърватската овчарка обикновено се привързва само към един човек, а възрастните индивиди много тежко преживяват смяната на стопанин. Около 3 – 4 месечните екземпляри могат вече да бъдат пуснати сред хора. Чак на 6 месеца обаче те могат да се социализират сред големите кучета, можейки да правят присъщите им неща.
Хърватската овчарка винаги ходи по петите на стопанина си и веднага изпълнява командите му. Често тя се взира в очите на стопанина си, сякаш иска да попита „Какво още?“. В днешно време бройката на екземплярите от тази порода, които се използват по предназначение, все повече намалява, основно защото по полята в Славония намалява отглеждането на свине и все повече се засяват зърнени култури. Увеличава се бройката на кучетата, отглеждани в градски условия. Въпреки това хърватската овчарка добрев понася новите условия поради добрата си приспособимост.

## История
Хърватската овчарка живее и се размножава по полята на Славония повече от 600 години. Според архивни документи, тогава, както и днес, местните овчари предпочитат тази порода, вероятно поради развития и пастирски инстинкт. Селекцията на породата била в голямата си част спонтанна, но въпреки това породата успяла да оцелее и до днес.
Най-ранният документ за хърватската овчарка, в който тя е спомената като „Canis pastoralis croaticus“, е датиран от 1374 г. Открит е в архивите на епархията на град Джяково от професора по ветеринарни науки Степан Ромич в първата половина на XX век. В този документ епископ Петър Хърват пише, че кучето е високо около 45 см, със среднодълга козина по тялото, която става къса на главата и краката, висящи или „бутонни“ (свити на хрущял) уши и се използва често за охрана на питомни прасета. Доктор Ромич открива в местния архив и други документи за породата, датирани от XVIII век. Описанието на епископ Петър Хърват и даваното сега съвпадат. В другите документи кучето е споменато като „Canis pastoralis croaticus“ или „Hrvatski ovčar“.
Систематичната селекция на хърватската овчарка е направена от същия Степан Ромич през 1935 г. в Джяково. През 1969 г. тя е призната от Международната федерация по кинология.